# 2024년 남아프리카 공화국 총선

2024년 남아프리카 공화국 총선에 관한 내용이다.
2024년 5월 29일, 남아프리카 공화국에서 총선이 실시되어 새로운 국회와 9개 주 각각의 주의회를 선출했다. 이번 총선은 1994년 아파르트헤이트 시대가 끝난 이후 성인 보통선거를 전제로 치러지는 7번째 총선이다. 각 주 의회 첫 회기에서 새로운 전국주협의회(NCOP)가 선출된다.
이번 선거에서 집권 아프리카민족회의(ANC)에 대한 지지가 크게 감소했다. ANC는 여전히 최대 정당으로 남아 있지만 1994년 아파르트헤이트 이후 첫 선거 이후 유지해온 의회 과반수를 잃었다. 중도주의 민주동맹이 2위를 차지했다. 제이컵 주마 전 대통령이 이끄는 신생 좌익 포퓰리즘 정당인 움콘토 위 시즈웨(MK)가 3위를 차지했다.